# Simon Hatley
Simon Hatley (27 mars 1685 – après 1723) est un navigateur anglais engagé dans deux dangereux voyages, dans l'océan Pacifique Sud, en tant que corsaire. Lors du deuxième voyage, alors que son navire est en proie à des tempêtes, au sud du cap Horn, Simon Hatley abat un albatros, un incident immortalisé par Samuel Taylor Coleridge dans son poème La Complainte du vieux marin.